# Burlington (Newfoundland en Labrador)
Burlington is een gemeente (town) in de Canadese provincie Newfoundland en Labrador.

## Geografie
De gemeente ligt op het schiereiland Baie Verte, aan de noordkust van het eiland Newfoundland. De plaats is gelegen aan de Northwest Arm, een inham van de Notre Dame Bay. Behalve het dorp Burlington zelf maakt ook het gehucht Winterhouse Cove deel uit van de gemeente.
De plaats is bereikbaar via provinciale route 413. Ze ligt ten noordoosten van Middle Arm en ten noordwesten van Smith's Harbour in een voorts afgelegen gebied.

## Geschiedenis
In 1953 werd het dorp een gemeente met de status van local government community (LGC). In 1980 werden LGC's op basis van de Municipalities Act als bestuursvorm afgeschaft. De gemeente werd daarop automatisch een community om een aantal jaren later uiteindelijk een town te worden.
In 2021 annexeerde Burlington in het oosten een groot stuk voorheen gemeentevrij gebied, net als het zuidoostelijke kustgebied van de Northwest Arm, bij Young Head. Daardoor werd de oppervlakte van de gemeente ongeveer verdubbeld, al is het geannexeerde gebied wel onbewoond.

## Demografie
Demografisch gezien is Burlington, net zoals de meeste kleine dorpen op Newfoundland, aan het krimpen. Tussen 1991 en 2021 daalde de bevolkingsomvang van 456 naar 304. Dat komt neer op een daling van 152 inwoners (-33%) in dertig jaar tijd.
| Demografische ontwikkeling van Burlington tussen 1951 en 2021 |
| ------------------------------------------------------------- |
|                                                               |
| Bron: 1951–1986, 1991–1996, 2001–2006, 2011–2016, 2021        |